# Заслуженный деятель искусств Таджикской ССР
Заслуженный деятель искусств Таджикской ССР — почётное звание, установлено Указом Президиума Верховного Совета Таджикской ССР. Введено по аналогии со званием Заслуженный деятель искусств РСФСР, установленного 10 августа 1931 года. Присваивалось Президиумом Верховного Совета Таджикской ССР деятелям искусств, внесшим значительный вклад в развитие культуры и искусства республики, за большие заслуги в воспитании и подготовке творческих кадров, создании научных трудов и работающим в области искусства 15 и более лет.